# Latastia johnstonii
Latastia johnstonii (довгохвоста ящірка Джонстона) — вид ящірок родини ящіркових (Lacertidae). Мешкає в Східній Африці. Вид названий на честь британського дослідника та колоніального адміністратора Гаррі Гамільтона Джонстона.

## Поширення і екологія
Довгохвості ящірки Джонстона мешкають в центральній і південній Танзанії, північній Замбії, на сході Демократичної Республіки Конго, в Малаві і північному Мозамбіку. Вони живуть у вологих саванах та на луках, на висоті від 330 до 1000 м над рівнем моря.